# Altura de ola significante
En oceanografía física, la altura de ola significante ("SWH" o "Hs" por sus siglas en inglés) está definido tradicionalmente como la media aritmética del tercio con mayor altura de olas registradas (H1/3). Hoy en día es definido usualmente como cuatro veces la desviación estándar de la elevación de superficie. 

## Origen y definición
La definición original resultó del trabajo realizado por el oceanógrafo Walter Munk durante la Segunda Guerra Mundial. La altura de ola significante pretendía expresar matemáticamente la altura estimada por un "observador entrenado".  Es generalmente utilizada como una medida de la altura de las olas en el océano.

## Distribución estadística de las alturas de olas individuales

Distribución estadística de alturas de olas oceánicas

La altura de ola significante, científicamente representado como Hs o Hsig, es un parámetro importante para la distribución estadística de olas oceánicas. Las olas más comunes suelen ser más bajas en altura que Hs. Esto implica que encontrar la ola significante no es demasiado frecuente. Aun así, es posible encontrar estadísticamente una ola que sea mucho más alta que la ola significante.
Generalmente, la distribución estadística de las alturas de olas individuales es muy bien aproximada por una distribución de Rayleigh. Por ejemplo, dado que Hs es de 10 metros (33 pies), estadísticamente:
- 1 de cada 10 será más grande que 10,7 metros (35 pies)
- 1 de cada 100 será más grande que 15,1 metros (50 pies)
- 1 de cada 1000 será más grande que 18,6 metros (61 pies)

Esto implica que se podría encontrar una ola cuya altura sea apenas el doble que la altura de ola significante. Aun así, en condiciones que cambian constantemente, la diferencia entre la altura de ola significante y la altura de las olas individuales más grandes podría ser incluso más grande.

### Otras estadísticas
Otras medidas estadísticas de la altura de olas también son ampliamente utilizadas. Por ejemplo, el valor RMS ("root mean square" por sus siglas en inglés) de la altura de una ola, el cual está definido como raíz cuadrada de la media de los cuadrados de todas las alturas de las olas, que es aproximadamente igual a Hs dividido entre 1.4.
Por ejemplo, según el Instituto Marino de Irlanda:
"… En la medianoche del 9/12/2007 una altura de ola significante récord fue registrada de 17.2m, la cual con [sic] un periodo de 14 segundos."

## Medición
A pesar de que la mayoría de los dispositivos de medición estiman la altura de ola significante desde un espectro ondulatorio, los altímetros de los radares satelitales son únicos en medir directamente la altura de ola significante gracias a la diferencia de tiempo de vuelta entre los valles y las crestas de las olas dentro del área iluminada por el radar. La medida máxima jamás registrada sobre la altura de una ola desde un satélite es de 20.1m durante una tormenta en el Atlántico Norte en 2011.